# Reclam-Verlag

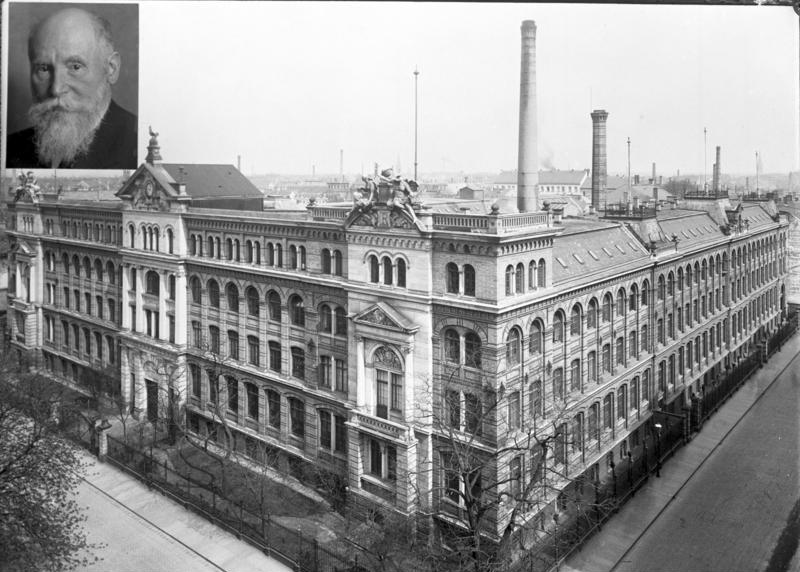
Leipzig, sediul companiei Reclam-Verlag, 1928

Philipp Reclam jun., GmbH & Co. KG este o editură germană de nivel mediu. Ea a fost fondată în 1828 la Leipzig de către Anton Philipp Reclam, proprietarul colecției Reclams Universal-Bibliothek. Sucursala vest-germană a editurii a fost creată în septembrie 1947 la Stuttgart și are sediul central, începând din 1980, în apropiere de Ditzingen. Compania mamă a continuat să funcționeze sub numele Reclam Leipzig până la 31 martie 2006 în Leipzig. Editura a fost proprietatea familiei Reclam de la fondarea ei și avea în 2007 un număr de 133 de angajați.
Editura este membră a Börsenverein des Deutschen Buchhandels.